# 基因组计划
基因组计划旨在通過科学以确定生物（无论是动物、植物、真菌、细菌、古细菌、原生生物或病毒）的完整基因组序列，并注释蛋白质编码基因等重要的基因组编码特征。生物体的基因组序列包括在生物体中每个染色体的集体的DNA序列。对于含有单个染色体的细菌，基因组计划将瞄准该染色体的序列。对于其基因组包含22对常染色体和2个性染色体的人类，完整的基因组序列将涉及46个单独的染色体序列。
人类基因组计划是一项具有里程碑意义的基因组计划，它已经对生命科学研究产生了重大影响，有可能刺激许多医疗和商业发展。

## 基因组装配
基因组计划根据整个DNA分子上不同位置的分子标记所在的序列进行连锁定位，来确定各个基因的相对位置和距离，最终做出整个基因组图的方法。
基因组作图的常用方法分为遗传作图和物理作图两类。遗传作图（英語：genetic mapping）是通过基因之间连锁交换的频率来确定基因之间的相对距离的作图方法；物理作图（英語：physical mapping）则是直接用DNA分子标记来标定基因的位置的作图方法。

## 基因组计划示例
许多生物有基因组计划已经完成或即将完成，包括：
- 人类，智人；参看 人类基因组计划(HGP)
- 人类，智人；参看人类基因组编写计划(HGP-write)
- 国际人类基因组单体型图计划 (HapMap)
- 黑猩猩, 黑猩猩；参看黑猩猩基因组计划
- 家牛[3][4]
- 牛基因组（英语：Bovine genome）
- 马基因组（英语：Horse genome）[5]
- 人类微生物组计划

## 参阅
- 美国国家生物技术信息中心 (NCBI)
- 模式生物
- ENCODE（Encyclopedia of DNA Elements）
- Ensembl
- Illumina, 参与基因组测序的私人公司